# Убийство (фильм, 2015)
«Убийство» (кор. 암살) — южнокорейский фильм, вышедший в прокат 22 июля 2015 года, сценаристом и режиссёром которого выступил Чхве Донхун. Действия фильма происходят в Сеуле и Шанхае 1930-х годов, во времена японского колониального периода. Боевик-триллер привлёк более 10 млн. зрителей, став второй после «Воров» работой Чхве Донхуна, которая собрала 10 млн. зрителей.
На данный момент фильм располагается на 11-м месте в списке самых кассовых южнокорейских фильмов с 2004 года по февраль 2021 года. «Убийство» также получило награду за лучший фильм на 36-й церемонии вручения наград Blue Dragon и 52-й премии Baeksang Arts Awards.

## Краткое содержание
События разворачиваются в 1911 году, во времена японского правления в Корее. Борец за независимость Ём Сокджин пытается убить генерал-губернатора Тэраути. Однако попытка не удаётся, и Ём Сокджин получает ранение. Прояпонский бизнесмен Кан Ингук подбирает раненого генерал-губернатора Тэраути и вместе с ним сбегает с места инцидента. Позднее за этот поступок Кан Ингук стал известным в Корее лицом, однако, на самом деле, его собственная жена Ан Сонсим приняла участие в подготовке покушения, о чём Кан Ингук узнал и жестоко убил свою супругу при попытке той сбежать. Однако младшая из их дочерей-близняшек все же смогла сбежать вместе с няней. Тем временем Ём Сокджин, арестованный и заключенный в тюрьму в полицейском участке Чонно, не смог выдержать пыток японской полиции и стал шпионом. 20 лет спустя, к 1933 году в Корее, Китае и Маньчжурии действовало более 30 фракций за независимость Кореи. Ём стал главой одной из этих фракций, но его коллеги не знают, что он тайно отчитывается перед японцами.
Ём Сокджин стал главой полицейского управления Временного правительства и продолжает свою шпионскую деятельность, делая вид, что помогает армии независимости. Ким Вонбон приходит к Временному правительству и предлагает план сотрудничества по сбору элитных кадров армии независимости с целью убийства генерала императорской армии Кавагути Мамору и Кан Ингука, который стал крупным прояпонским бизнесменом. В команду по планируемому покушению входят: Ан Окюн, снайпер Армии независимости Маньчжурии, Чу Санок, «скорострелок» из Военной академии Шинхын, и Хван Доксам, эксперт по взрывчатым веществам. Однако Ём Сокджин сразу же передает информацию о возможном покушении и раскрывает личности убийц японской полиции. Японцы пытаются найти и арестовать Ан, но у той получилось ускользнуть от солдат, притворившись женой сидящего рядом мужчины. Тем временем японская полиция находит гостиницу, в которой, по информации от Ёма, остановилась группа убийц. Однако те, будучи обеспокоенными возможной слежкой, уже успели сбежать.
Между тем, мужчиной, которого Ан Окюн тогда встретила в кафе и женой которого она притворилась, оказался «Гавайский Пистолет», профессиональный киллер. Ём Сокджин нанимает его, чтобы перехватить и убить трех членов сопротивления в обмен на 3000 долларов, солгав «Гавайскому пистолету», что те трое являются японскими шпионами. Киллер и его помощник знакомятся с сыном Кавагути в поезде по на пути в Сеул. Сюнсуке был капитаном Квантунской армии и собирался жениться на кореянке.
Группа убийц, прибывшая в Кёнсонбу связалась с «Мадам Анемон», представителем временного правительства, и разработала план их убийства. Доксам и Ан продолжают операцию, надеясь устроить засаду на свои цели на заправочной станции, однако генерал-майор Кавагути и Кан Ингук, узнавшие о плане убийства благодаря Ём Сокджину, приехавшему в Кёнсон, планировали заранее поменяться машинами. В конце концов, план убийц проваливается, и Кимура и Хван Доксам погибают в уличной драке. Ан Окюн убегает и при этом сталкивается с Гавайским Пистолетом, который преследовал её. Он пытается убить её, но вспоминает об их первой встречи и щадит её. Позже Ан Окюн, избежавшая смерти, встречает на улице Мицуко, единственную дочь Кан Ингука, помолвленную с сыном Кавагути. Видя перед собой точную копию себя же самой, Ан Окюн осознает, что она и есть потерянная дочь Кан Ингука. Будучи в замешательстве, девушка теряет бдительность, и вскоре её арестовывает военная полиция.
Внутри конвоя Ан Окюн объединяет усилия с Пистолетом, чтобы сбежать. После побега Ан Окюн прячется в гостинице, куда приходит её сестра-близнец Мицуко. Мицуко сообщает отцу и уверяет его, что защитит Ан Окюна, и меняется с ней одеждой, чтобы их перепутали. В этот момент врывается Кан Ингук. Он принимает Мицуко за Ан Окюн и немедленно застреливает её. Настоящая Ан Окюн сбегает через окно и, маскируясь под Мицуко, и направляется в особняк отца.
В день свадьбы с Сюнсукэ, Ан Окюн совместно с Гавайским пистолетом, планирует убить всех на свадьбе. Во время церемонии Окюн пытается застрелить Кан Ингука из пистолета, спрятанного в букете, но ей мешают, превращая церемониальный зал в пое битвы. Ан посреди всей суматохи убивает генерал-майора Кавагути. После этого девушка преследует Кан Ин Гука, но не может выстрелить в него, так как сомневается, что осмелится убить собственного отца. Поэтому вместо неё Кан Ингука убивает Пистолет. Они вместе с Окюн сбегают из свадебного зала в бар, по итогу взяв в заложники Сюнсуке.
Застрелив провоцирующего их Сюнсукэ, Пистолет в порыве эмоций обещает Ан встретиться снова и целует её. После этого он скрывается в подземном переходе. Однако тот встречает Ём Сокджина, который заранее проанализировал все пути отступления и смог их опередить. Прямо перед смертью он все жевонзает нож в грудь Ём Сокджина.
Время идет и приходит освобождение. Ан Окюн жила дальше свою жизнь в роли Мицуко и анонимно отсылала средства Временному правительству. В 1949 году Ём Сокджин, ставший высокопоставленным сотрудником корейской полиции, был направлен в Специальный комитет по расследованию антинациональных деяний и вскоре предстал перед судом. Однако на суде он заявляет, что на самом деле является борцом за независимость и сильно пострадал во время освобождения. Единственный свидетель, который давал показания о его прояпонской деятельности, был кем-то убит прямо перед судом, из-за чего в конечном счете все обвинения были сняты за недостаточностью улик. Однако, на улице после суда Ёма загоняют в угол Ан и Мёну. Сокджин оправдывает свои прояпонские действия, заявляя, что не был уверен в возможности освобождения страны. Окюн же стреляет в Ёма, вспоминая все те страдания и потери, что ей пришлось пережить из-за него.

## В ролях
- Чон Джихён: Ан Окюн и Мицуко — снайпер Корейской армии независимости и, по совместительству, главная героиня.
- Ли Джонджэ: Ём Сокджин — капитан полицейского управления Временного правительства, главный злодей.
- Ха Чон У: Гавайский Пистолет.
- О Дальсу: Ёнгам — помощник Пистолета.
- Чо Джинун: Чу Санок — независимый солдата Военной академии Шинхын.
- Ли Гёнён: Кан Ингук — главный злодей, прояпонский бизнесмен.
- Чхве Донмун: Хван Доксэм — эксперт по взрывчатке.
- Ким Ыйсон — дворецкий.
- Пак Бёнын: Кавагути Мамору.
- Джингён: Ан Сонсим — мать Ан Окюн и Мицуко.
- Хо Дживон: Мёну — офицер полиции
- Ким Хонпха: Ким Гу
- Ким Гану — следователь специальной оперативной группы.
- Сим Чхольджон — командир.
- Хан Донгю — генеральный инспектор.
- Чон Минам — капитан военной полиции.
- Ким Ину: Кимура.
- Ли Ёнсок: генерал-губернатор Тэраути.
- Шим Хисоп — прокурор.
- Хон Вонги — судья.
- У Санджон: Ли Ванён.
- Чо Сыну: Ким Вонбон (особое появление).
- Ким Хэсук: Мадам Анемона (особое появление).

## Создание фильма
Съемки фильма начались 27 августа 2014 года и длились примерно пять месяцев вплоть до 31 января 2015 года. Съемки велись на территории Шанхая, Китая и Южной Кореи. Сцена боя с японской армией была снята на горе Хванмесан. Между тем, сцена в особняке прояпонского бизнесмена Кан Ингука в фильме была снята в доме Пэк Индже в Гахо, Сеул. Через три месяца после выхода фильма дом Пэк Индже был полностью открыт для публики.

## Награды
| Год  | Награды                                                    | Категория                            | Победитель                            |
| ---- | ---------------------------------------------------------- | ------------------------------------ | ------------------------------------- |
| 2015 | 24-я премия Buil Film Awards                               | Лучшая мужская роль                  | Ли Джонджэ                            |
| 2015 | 24-я премия Buil Film Awards                               | Лучшая работа художника-постановщика | Рю Сонхи                              |
| 2015 | 35-я премия Корейской ассоциации кинокритиков              | Лучшая операторская работа           | Ким Ухён                              |
| 2015 | 35-я премия Корейской ассоциации кинокритиков              | Техническая награда                  | Рю Сонхи                              |
| 2015 | 35-я премия Корейской ассоциации кинокритиков              | 10 лучших фильмов года               | фильм «Убийство»                      |
| 2015 | 52-я премия Grand Bell Awards                              | Лучшая женская роль                  | Чон Джихён                            |
| 2015 | 36-й церемония вручения кинопремии Blue Dragon Film Awards | Лучший фильм                         | фильм «Убийство»                      |
| 2015 | 36-й церемония вручения кинопремии Blue Dragon Film Awards | Техническая награда                  | Чо Сангён, Сон Нари (дизайн костюмов) |
| 2016 | 52-я церемония вручения премии Baeksang Arts Awards        | Лучший фильм                         | фильм «Убийство»                      |
| 2016 | 21-я церемония вручения премии Chunsa Film Art Awards      | Лучший режиссёр                      | Чхве Донхун                           |
| 2016 | 21-я церемония вручения премии Chunsa Film Art Awards      | Лучшая мужская роль второго плана    | Чо Джинун                             |
| 2016 | 7-я премия KOFRA Film Awards                               | Лучшая мужская роль второго плана    | О Дальсу                              |
| 2016 | 11-я премия Max Movie Awards                               | Лучшая женская роль                  | Чон Джихён                            |